# Kenny Rollins
Kenneth Herman „Kenny“ Rollins (* 14. September 1923 in Charleston, Missouri; † 9. Oktober 2012 in Greencastle, Indiana) war ein US-amerikanischer Basketballspieler, der für die Mannschaft der University of Kentucky spielte. Bei den Olympischen Sommerspielen 1948 in London wurde er mit der US-amerikanischen Auswahl Olympiasieger. Er spielte später professionell Basketball für die Chicago Stags und die Boston Celtics.